# Kostroma oblast
 For alternative betydninger, se Kostroma (flertydig). (Se også artikler, som begynder med Kostroma)
Kostroma oblast (russisk: Костромская область, tr. Kostromskaja oblast) er en af 46 oblaster i Den Russiske Føderation. Oblasten har et areal på 60 211 km² og 651.450(2016) indbyggere. Det administrative center i oblasten er placeret i byen Kostroma (russisk: Кострома), der har 276.090(2015) indbyggere. Den næststørste by i oblasten er Buj (russisk: Буй) med 24.315(2015) indbyggere.

## Geografi
Kostroma oblast ligger i den nordøstlige del af den europæiske del af Rusland i det centrale føderale distrikt. Længden fra nord til syd er 260 km, fra sydvest til nordøst, 500 km. Oblasten grænser op til Vologda oblast mod nord, Kirov oblast mod øst, Nisjnij Novgorod oblast mod syd, Ivanovo oblast mod vest og Jaroslavl oblast mod nordvest.
De vigtigste floder i oblasten er Volga og Kostroma. Ca. 62% af oblastens areal er dækket af skov, hvilket gør den til en af de vigtigste træproducerende regioner i Europa.

### Klima
Kostroma oblast har fastlandsklima med lange, kolde vintre og korte, varme somre. Den koldeste måned er januar med en gennemsnitstemperatur på -12 °C. Den varmeste måned er juli med en gennemsnitstemperatur på 18 °C. Den gennemsnitlige årlige nedbør er 600 mm.

## Historie
Tekstilindustrien udvikledes i oblasten fra begyndelsen af 1700-tallet. Oblastens største historiske byer er Kostroma, Sjarja, Nerekhta, Galitj, Soligalitj og Makarev. Kostroma oblast blev oprettet i 1944 på et område, der blev udskilt fra Jaroslavl oblast.

## Demografi
| Nationalitet    | Folketælling 1989 | %      | Folketælling 2002 | %      | Folketælling 2010 | %      |
| --------------- | ----------------- | ------ | ----------------- | ------ | ----------------- | ------ |
| Russere         | 774.620           | 96,31  | 704.049           | 95,58  | 622.444           | 93,24  |
| Ukrainere       | 9.723             | 1,21   | 8.011             | 1,09   | 5.650             | 0,85   |
| Tatarer         | 2.965             | 0,37   | 2.731             | 0,37   | 2.224             | 0,33   |
| Armeniere       | 565               | 0,07   | 1.462             | 0,20   | 1.656             | 0,25   |
| Romaer          | 1.412             | 0,18   | 1.542             | 0,21   | 1.519             | 0,23   |
| Hviderussere    | 2.891             | 0,36   | 2.354             | 0,32   | 1.490             | 0,22   |
| Aserbajdsjanere | 994               | 0,12   | 1.438             | 0,20   | 1.291             | 0,19   |
| Tjuvasjere      | 1.171             | 0,15   | 943               | 0,13   | 748               | 0,11   |
| Moldavere       | 1.606             | 0,20   | 1.036             | 0,14   | 859               | 0,13   |
| Tyskere         | 450               | 0,06   | 658               | 0,09   | 427               | 0,06   |
| I alt           | 804.296           | 100,00 | 736.641           | 100,00 | 667.562           | 100,00 |

Bemærkning: andele medtager hele befolkningen, herunder de der ikke havde angivet nationalt tilhørsforhold (i 2002 5.862 personer, i 2010 23.194 personer)

## Personer fra Kostroma
- Andrej Tarkovskij († 1986), filmregissør, født i Kadyjskij-distriktet